# Mladá Boleslav
Mladá Boleslav er en by i det nordlige Tjekkiet med et indbyggertal (pr. 2006) på ca. 50.000. Byen ligger i regionen Centralböhmen, cirka 50 kilometer nordøst for landets hovedstad Prag.